# أنثيا بيل
أنثيا بيل (بالإنجليزية: Anthea Bell)‏ هي مترجمة بريطانية، ولدت في 10 مايو 1936 في Sudbury, Suffolk ‏ في المملكة المتحدة، وتوفيت في 18 أكتوبر 2018 في كامبريدج في المملكة المتحدة بسبب مرض آلزهايمر.

## وصلات خارجية
- أنثيا بيل على موقع ميوزك برينز (الإنجليزية)